# Berky Kató
Berky Kató, született: Berki Zsófia (Szabadka, 1889. február 5. – Budapest, 1961. július 1.) magyar színésznő.

## Családja
Berky (Bauer) Ferenc színházigazgató és aszódi Tóth Amália lánya. Testvérei Berky Lili és Berky József színművészek. 1908. február 17-én Kolozsvárott kötött házasságot Mészáros Alajos színésszel, aki 1920-ban elhunyt. Gyermekük Katalin (sz. Kolozsvár, 1909. júl. 6.). Ezután Ujházy György forgatókönyvíróval élt együtt, akivel a kitelepítések idején Solymáron is együtt volt.

## Életútja
A kolozsvári Nemzeti Színházban lépett fel először 1908-ban. 1920-tól tagja volt Virágh Jenő társulatának, majd 1921-től 1925-ig az Apolló Kabarénak. Játszott a Renaissance Színházban és a Terézkörúti Színpadon is, majd 1924-25-ben a Vidám Színpadon, 1926-ban pedig a Magyar Színházban. Halálát szívizom elfajulás okozta.

## Filmszerepei
- A szökött katona (1914) – Juliska
- A tolonc (1914) – egy úr felesége
- A kölcsönkért csecsemők (1914) – Aranka
- A paradicsom /szkeccs/ (1915) – szobalány
- A dolovai nábob leánya (1916) – Szentirmayné